# Lomariopsis amydrophlebia
Lomariopsis amydrophlebia är en ormbunkeart som först beskrevs av Annie Trumbull Slosson och William Ralph Maxon, och fick sitt nu gällande namn av Holtt. Lomariopsis amydrophlebia ingår i släktet Lomariopsis och familjen Lomariopsidaceae. Inga underarter finns listade.